# Превц, Домен
Домен Превц (словен. Domen Prevc ; род. 4 июня 1999 года, Крань, Словения) — словенский прыгун с трамплина, двукратный чемпион мира 2025 года, серебряный призёр чемпионата мира 2025 года, младший брат призёра Олимпийских игр Петера Превца.

## Биография
Домен Превц родился в прыжковой семье. Его братья Петер и Цене тоже прыгуны, Петер завоевал две медали на Играх в Сочи, неоднократно выигрывал этапы Кубка мира.
В соревнованиях под эгидой FIS Домен дебютировал в феврале 2013 года на домашнем этапе континентального кубка в Кранье, где занял 26-е место.
Зимой 2015 года Домен участвовал в европейском молодёжном олимпийском фестивале, в рамках которого стал победителем командного турнира и завоевал серебро в личном первенстве.
На первом этапе Кубка мира 2015/16 в Клингентале Превц вошёл в состав сборной и стал вице-чемпионом в командном турнире. 22 ноября дебютировал в кубке мира и в первом же личном старте пробился в десятку сильнейших, заняв восьмое место. 19 декабря 2015 года на этапе в Энгельберге впервые поднялся на личный подиум, став вторым и уступив только старшему брату.
В первом же профессиональном сезоне участвовал в Турне четырёх трамплинов, где занял итоговое 17-е место. Лучшим результатом на  Турне для него стало шестое место на заключительном этапе в Бишофсхофене.